# Pumpspeicherwerk Rönkhausen
Das Pumpspeicherwerk Rönkhausen ist ein Pumpspeicherkraftwerk in Finnentrop-Rönkhausen im Ortsteil Glinge in Nordrhein-Westfalen, Deutschland.

## Beschreibung
Das Kraftwerk hat eine Leistung von 140 Megawatt. Das Unterbecken bildet im Tal des Glingebachs die Glingebachtalsperre, die etwa 1,3 Millionen m³ Wasser fasst. Das ebenfalls künstlich angelegte Oberbecken hat ein Nutzvolumen von gut einer Million Kubikmeter und liegt über 270 m höher auf dem Dahlberg (Höhe: 570 m ü. NN). Bei maximalem Füllstand hat jedes der beiden Becken eine Wasserfläche von etwa 100.000 m². Durch den etwa 900 Meter langen Druckstollen wird das Wasser zum Oberbecken hinaufgepumpt und über zwei Francis-Turbinen wieder herabgelassen. Ein Großteil der Kraftwerksanlagen ist unterirdisch angelegt.
Betreiber ist die Enervie-Tochtergesellschaft Mark-E. Der Netzanschluss erfolgt auf der 110-kV-Hochspannungsebene in das Stromnetz des Verteilnetzbetreibers Enervie Vernetzt.

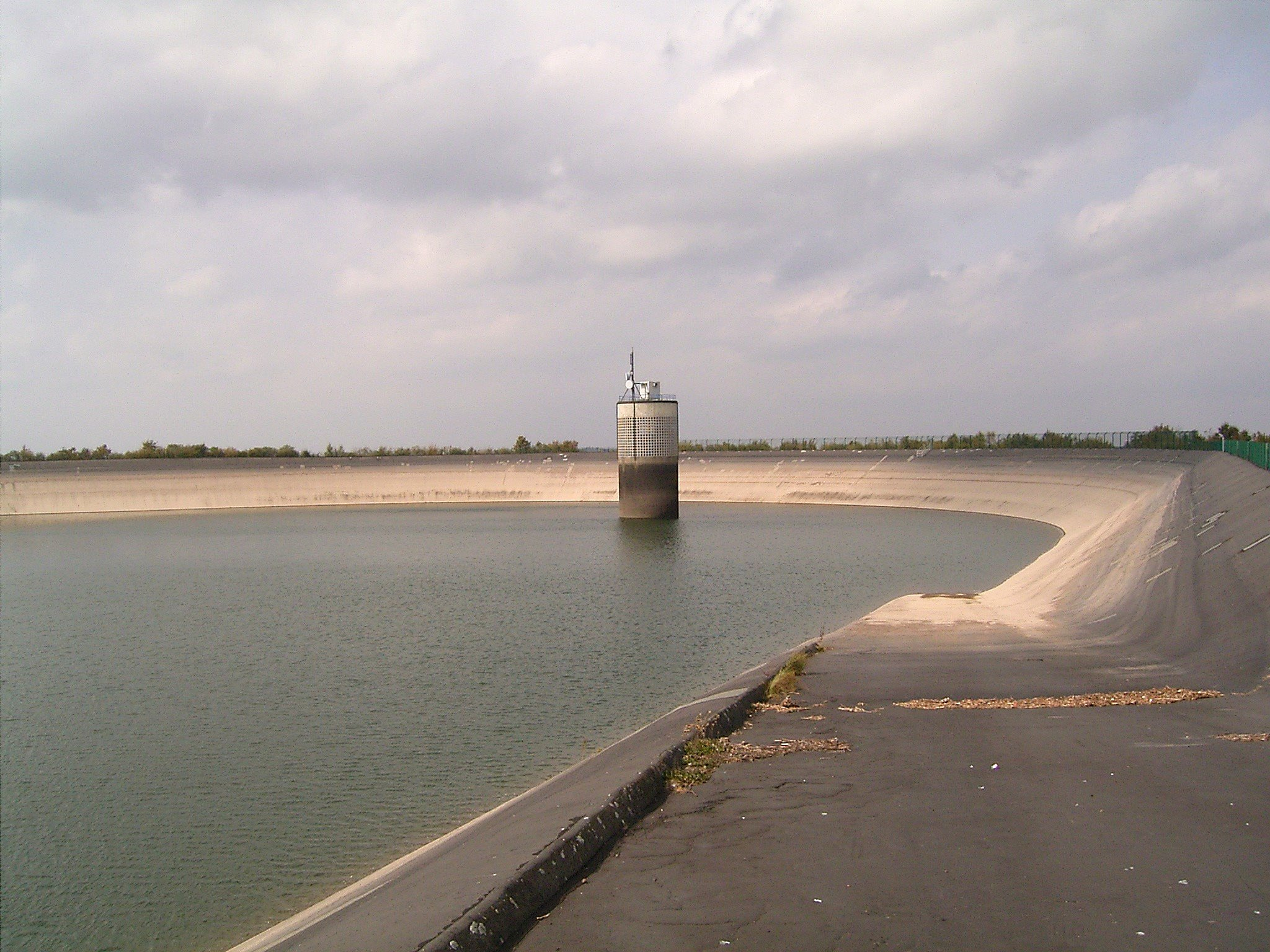
Oberbecken mit Einlaufturm
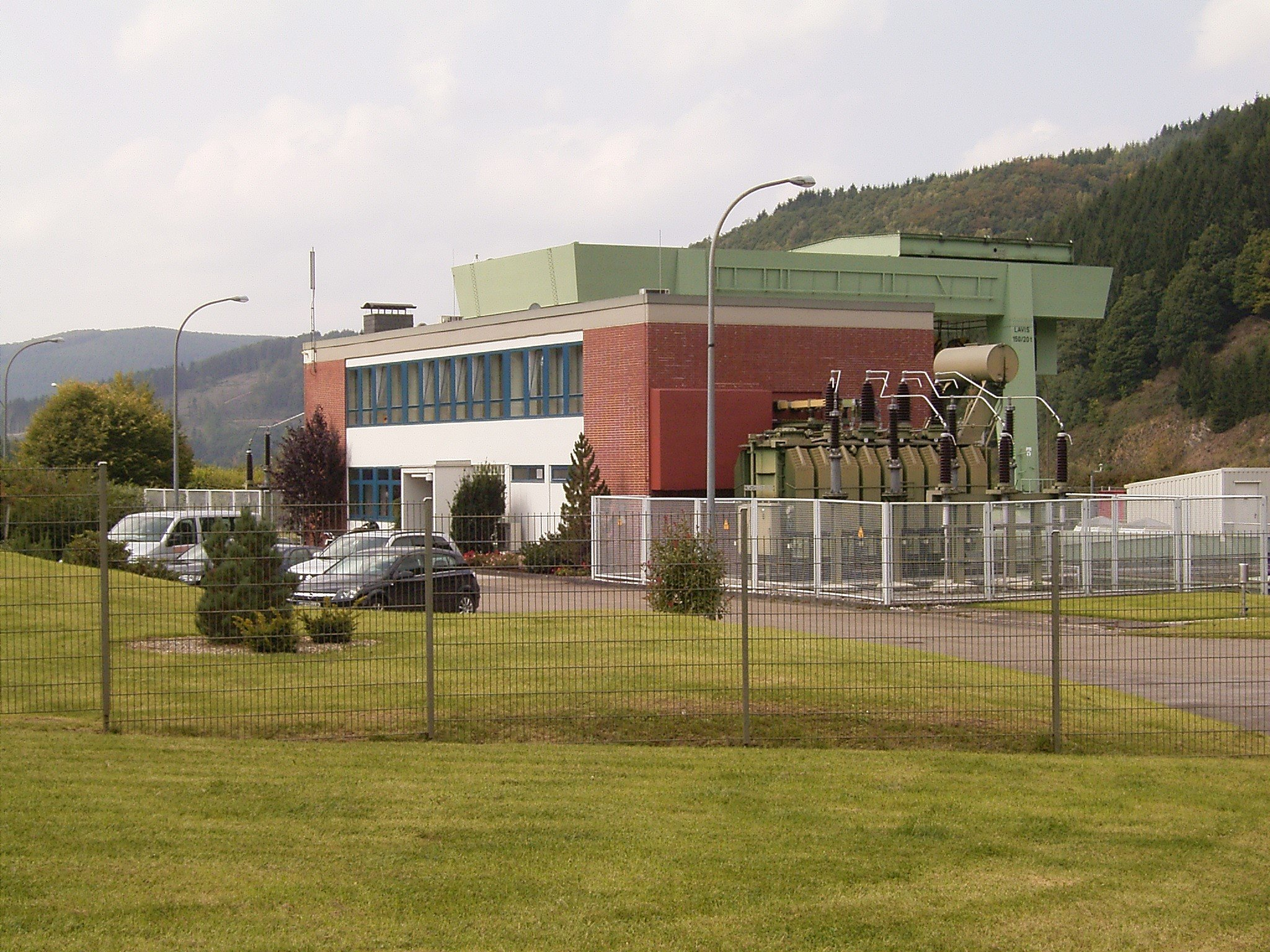
Kraftwerk an der Glingebachtalsperre
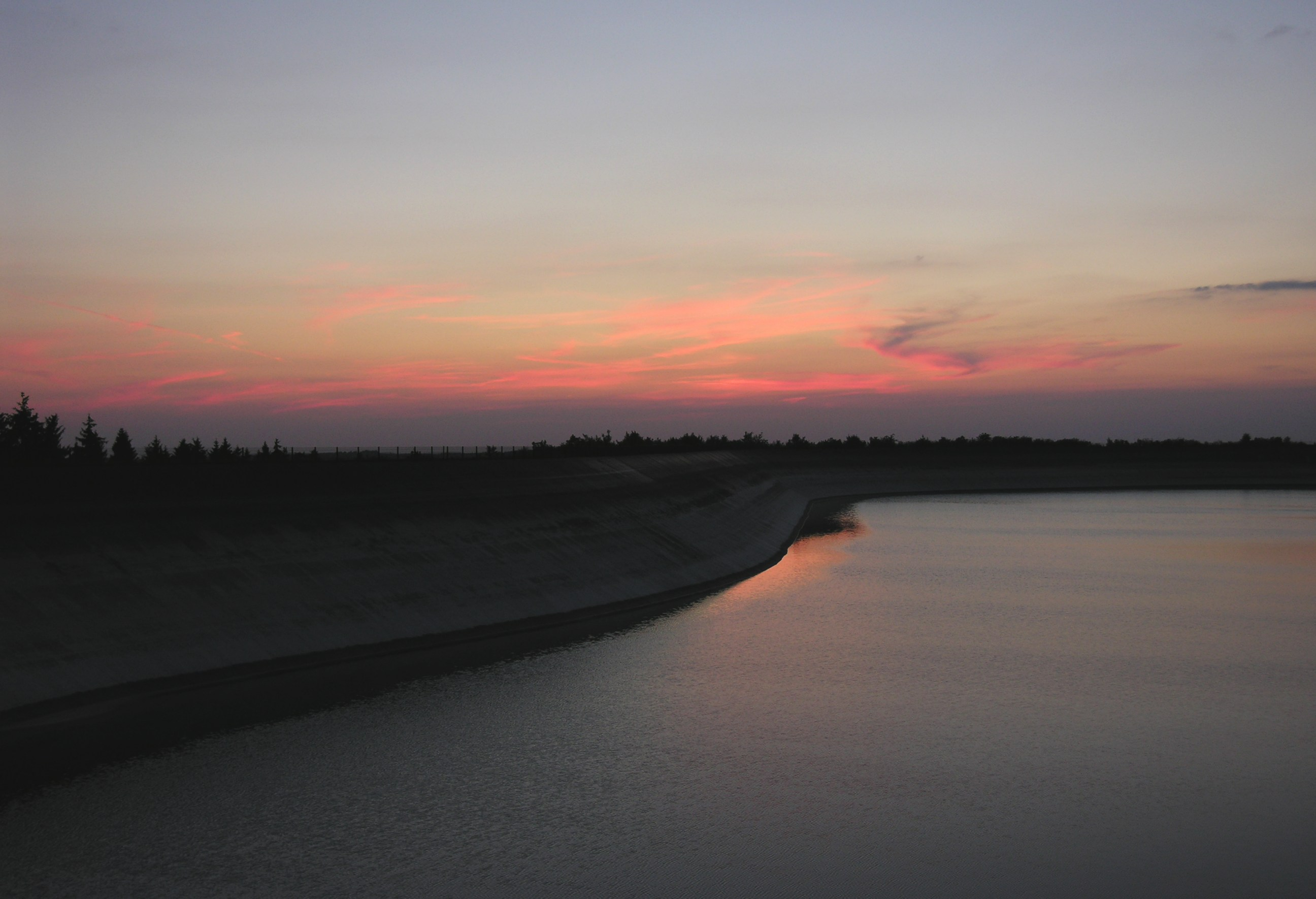
Oberbecken am Abend

## Geschichte
1964 beschloss Elektromark, ein Vorgänger-Unternehmen von Mark-E, den Bau des Pumpspeicherwerks. Für das Oberbecken wurde die Kuppe des Dahlbergs abgetragen. Nach drei Jahren Bauzeit wurde es 1969 fertiggestellt und in Betrieb genommen. 2002 wurde die Anlage erstmals modernisiert. 2014 verhandelte das seinerzeit finanziell angeschlagene Mark-E über einen Verkauf der Anlage. Die Stadtwerke Mainz signalisierten Interesse, sprangen letztlich aber ab. Das Kraftwerk ist im März 2018 in eine eigene Gesellschaft, die PSW Rönkhausen GmbH & Co. KG, übertragen worden, deren Gesellschafter zu je 50 Prozent Mark-E und die Stadtwerke Aachen sind. Mark-E pachtet das Pumpspeicherwerk von der Gesellschaft und vermarktet den produzierten Strom.
Nach fast 50 Jahren wurden 2018 umfangreiche Sanierungs- und Revisionsarbeiten erforderlich. Das Investitionsvolumen hierfür lag in der Größenordnung von rund 25 Millionen Euro. Im Einzelnen wurde die Abdichtung des Oberbeckens erneuert, die Speicherkapazität um 45 Megawattstunden durch die Errichtung einer Wellenschutzwand erhöht und die beiden Maschinensätze einer Revision unterzogen. Während der Bauarbeiten drohten in Folge eines Starkregens größere Wassermengen aus dem Oberbecken ins Pumphäuschen zu fließen und die offen liegende Elektronik zu zerstören. Die Feuerwehr konnte den Schaden aber noch abwenden.
Die ursprünglich im Juni 2018 auslaufende Betriebsgenehmigung für das Speicherwerk ist nach Ende der Arbeiten durch die Bezirksregierung Arnsberg bis zum Jahr 2045 verlängert worden. Seit Abschluss der Sanierung 2019 beläuft sich die Speicherkapazität des Kraftwerks auf 735 Megawattstunden.

## Tourismus
Beliebtes Ausflugsziel für Wanderer ist der jederzeit zugängliche Rundweg auf der Dammkrone des Oberbeckens auf dem Dahlberg. Von dort bieten sich weite Ausblicke ins Sauerland. Mit der erfolgten Modernisierung des Pumpspeicherwerks wurde hier im Juni 2019 auch ein "Energiepfad" mit Infotafeln eröffnet.